# Hlohovec (Slowakije)
Hlohovec is een Slowaakse gemeente in de regio Trnava, en maakt deel uit van het district Hlohovec.
Hlohovec telt 23.151 inwoners.

## Partnersteden
- Hranice (Tsjechië)
- De Panne (België)
- Slovenske Konjice (Slovenië)

## Geboren
- Miroslav Karhan (1976), voetballer

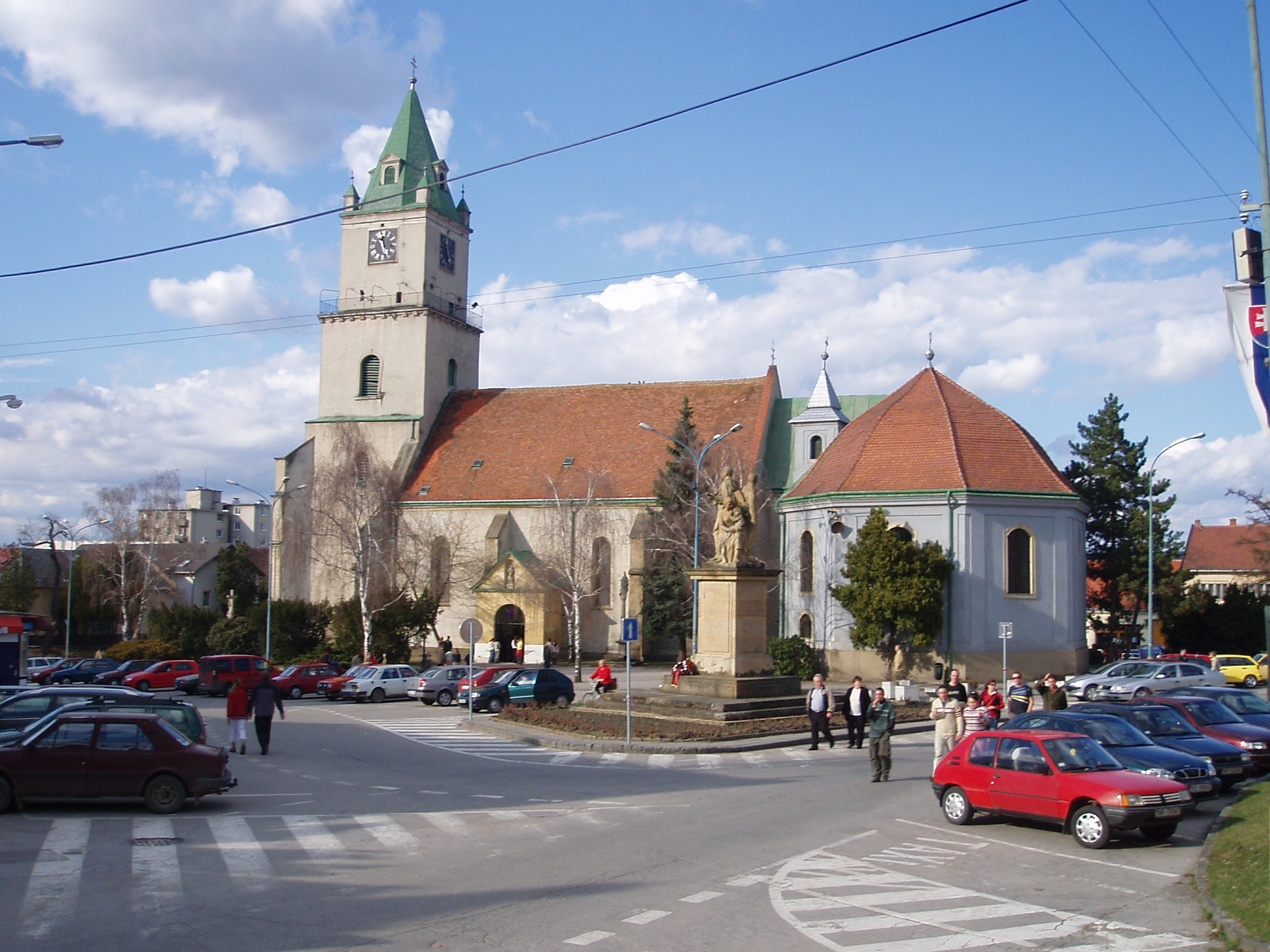
St.-Michaelkerk
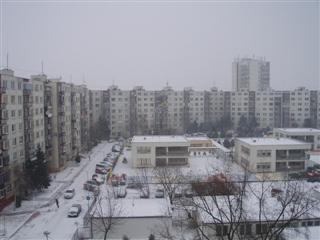
'Chinese muur' van Hlohovec